# Kocsis Géza
Kocsis Géza (Pozsony, 1910. november 25. – 1974. május 6.) csehszlovák és magyar válogatott labdarúgó, csatár.

## Pályafutása

### Klubcsapatban
Az Újpest labdarúgója volt, ahol két bajnoki címet, két bajnoki ezüst- és egy bronzérmet szerzett a csapattal. A csatársor bármelyik posztján hasznosan játszott, de leginkább a két szélső poszton nyújtott kiemelkedőt. A válogatottban is jobbszélsőként szerepelt.

### A válogatottban
1933-ban egy alkalommal szerepelt a csehszlovák válogatottban és egy gólt szerzett. 1937-ben két alkalommal szerepelt a magyar válogatottban.

## Sikerei, díjai
- Magyar bajnokság
  - bajnok: 1934–35, 1938–39
  - 2.: 1935–36, 1937–38
  - 3.: 1936–37

## Statisztika

### Mérkőzése a csehszlovák válogatottban
| Csehszlovákia | Csehszlovákia      | Csehszlovákia | Csehszlovákia | Csehszlovákia | Csehszlovákia | Csehszlovákia | Csehszlovákia | Csehszlovákia |
| #             | Dátum              | Helyszín      | Hazai         | Eredmény      | Vendég        | Kiírás        | Gólok         | Esemény       |
| ------------- | ------------------ | ------------- | ------------- | ------------- | ------------- | ------------- | ------------- | ------------- |
| 1.            | 1933. augusztus 6. | Zágráb        | Jugoszlávia   | 2 – 1         | Csehszlovákia | barátságos    | 1             | 54'           |
|               | Összesen           |               |               | 1             | mérkőzés      |               | 1             | gól           |

### Mérkőzései a magyar válogatottban
| Magyarország | Magyarország      | Magyarország                     | Magyarország | Magyarország | Magyarország | Magyarország | Magyarország | Magyarország |
| #            | Dátum             | Helyszín                         | Hazai        | Eredmény     | Vendég       | Kiírás       | Gólok        | Esemény      |
| ------------ | ----------------- | -------------------------------- | ------------ | ------------ | ------------ | ------------ | ------------ | ------------ |
| 1.           | 1937. április 11. | Bázel                            | Svájc        | 1 – 5        | Magyarország | Európa-kupa  | -            |              |
| 2.           | 1937. április 25. | Torino, Benito Mussolini Stadion | Olaszország  | 2 – 0        | Magyarország | Európa-kupa  | -            |              |
|              | Összesen          |                                  |              | 2            | mérkőzés     |              | 0            | gól          |